# Telefoninkasso
Als Telefoninkasso bezeichnet man die Möglichkeit, bei einem Telefongespräch offene und/oder überfällige Rechnungen anzumahnen. Dabei ist das Telefoninkasso ein Bereich des Inhouse-Forderungsmanagement. Ziel des Inhouse-Forderungsmanagement ist es, kurzfristige Liquiditätsengpässe abzuwenden und langfristig dafür zu sorgen, das Außenstände erst gar nicht entstehen.

## Nutzen und Vorteile
Mit dem Telefon wird sofort – ohne gleich einen Rechtsanwalt oder ein Inkassobüro einzuschalten – schnell und kostengünstig ein sofortiger Kontakt zum säumigen Schuldner hergestellt. Es wird somit eine personenbezogene, persönliche Beziehungsebene aufgebaut, die zum Beispiel eine Rechnung mit einer Stimme oder einer Person verbindet. Dadurch sollen, unter dem Gesichtspunkt einer langfristigen Kundenbeziehung, die Außenstände des Unternehmens reduziert werden.

## Kosten
Da das Telefoninkasso in der Regel durch eigene Mitarbeiter der Buchhaltung bzw. der Debitorenbuchhaltung durchgeführt wird, liegen die Kosten meist unter denen, wie sie ein Rechtsanwalt oder ein Inkassounternehmen verlangt.

## Stellungnahme der EU-Politik
Ein EU-Pilotprojekt mit dem Titel "Rasche und effiziente Beitreibung ausstehender Forderungen von kleinen und mittleren Unternehmen (KMU) mit grenzüberschreitender Tätigkeit" geht ebenfalls auf das Thema Telefoninkasso ein. Dabei hat es im 2011 das EU-Parlament wie folgt ausgedrückt: „[…] Die Logik des frühzeitigen Anrufs: Frühzeitige Anrufe vermindern das Konfliktpotenzial und führen eher zum Erfolg[…] Ganz wichtig dabei: Wie verhält man sich, wenn man einen Schuldner […] nach Fälligkeit der Rechnung anruft?[…]“